# Гімн Костопільського району
Гімн Косто́пільського райо́ну.
Музика Михайла Таргонія, слова Зої Дідич.
Костопільський край
Костопільський край, колиска синів,
То стелиться шовком зеленим до ніг,
То колосом стиглим розкішно дзвенить,
То тихо легендами давніми снить.
Приспів
Тут Гутвин постав – і слави дістав,
Тут кетяг калини Олесин – зростав,
Тут горду Горинь ніхто не здолав,
Тут наша земля самостійна була.
Тремтіння роси, повстанські ліси…
Маленький куточок земної краси.
В нім – шелест беріз і зітхання боліт,
І плач очерету, і верб оксамит.
Приспів
Тут Гутвин постав – і слави дістав,
Тут кетяг калини Олесин – зростав,
Тут горду Горинь ніхто не здолав,
Тут наша земля самостійна була.
Світлішають сни, зростають сини.
Є воля у нас – буде доля у них.
Вишневі, свята, споконвічна земля…
Поліські ліси все шумлять і шумлять…
Приспів
Тут Гутвин постав – і слави дістав,
Тут кетяг калини Олесин – зростав,
На многії літа святиться нехай
Моя Батьківщина - Костопільський край!